# Burmagomphus divaricatus
Burmagomphus divaricatus är en trollsländeart som beskrevs av Maurits Anne Lieftinck 1964. Burmagomphus divaricatus ingår i släktet Burmagomphus och familjen flodtrollsländor. IUCN kategoriserar arten globalt som livskraftig. Inga underarter finns listade i Catalogue of Life.